# Hypena vitellinalis
Hypena vitellinalis là một loài bướm đêm trong họ Erebidae.